# Insula Rodrigues
Insula Rodrigues este o dependență a statului Mauritius. Reședința sa este orașul Port Mathurin.